# Steven Skrzybski
Steven Skrzybski, né le 18 novembre 1992 à Berlin, est un footballeur allemand qui évolue au poste d'attaquant au Holstein Kiel.

## Biographie
Le 29 mai 2018, Schalke 04 annonce son transfert pour un montant de 3,5 millions d'euros. Il découvrira donc la Bundesliga pour la première fois à presque 26 ans.
Le 28 octobre 2018, il dispute son premier match en Bundesliga face au RB Leipzig en rentrant en jeu à la 85e minute. Le 24 octobre 2018, il dispute son premier match de Ligue des champions face à Galatasaray.
Il inscrit son premier but, et par la même occasion son premier doublé avec Schalke, le 24 novembre 2018 contre le FC Nuremberg.
Le 3 janvier 2020, en manque de temps de jeu à Schalke, il est prêté six mois au Fortuna Düsseldorf.

## Statistiques
| Saison                | Club                      | Championnat           | Championnat | Championnat | Coupe(s) nationale(s) | Coupe(s) nationale(s) | Compétition(s) continentale(s) | Compétition(s) continentale(s) | Compétition(s) continentale(s) | Total | Total |
| Saison                | Club                      | Division              | M.          | B.          | M.                    | B.                    | Comp.                          | M.                             | B.                             | M.    | B.    |
| 2010-2011             | Union Berlin              | 2. Bundesliga         | 4           | 0           | -                     | -                     | -                              | -                              | -                              | 4     | 0     |
| 2011-2012             | Union Berlin              | 2. Bundesliga         | 7           | 0           | -                     | -                     | -                              | -                              | -                              | 7     | 0     |
| 2012-2013             | Union Berlin              | 2. Bundesliga         | 11          | 1           | -                     | -                     | -                              | -                              | -                              | 11    | 1     |
| 2013-2014             | Union Berlin              | 2. Bundesliga         | 11          | 1           | 1                     | 0                     | -                              | -                              | -                              | 12    | 1     |
| 2014-2015             | Union Berlin              | 2. Bundesliga         | 23          | 2           | 1                     | 0                     | -                              | -                              | -                              | 24    | 2     |
| 2015-2016             | Union Berlin              | 2. Bundesliga         | 21          | 3           | 1                     | 0                     | -                              | -                              | -                              | 22    | 3     |
| 2016-2017             | Union Berlin              | 2. Bundesliga         | 30          | 8           | 2                     | 1                     | -                              | -                              | -                              | 32    | 9     |
| 2017-2018             | Union Berlin              | 2. Bundesliga         | 29          | 14          | 2                     | 0                     | -                              | -                              | -                              | 31    | 14    |
| Sous-total            | Sous-total                | Sous-total            | 136         | 29          | 7                     | 1                     | -                              | 0                              | 0                              | 143   | 30    |
| 2018-2019             | Schalke 04                | Bundesliga            | 12          | 3           | -                     | -                     | C1                             | 4                              | 0                              | 16    | 3     |
| 2019-2020             | Schalke 04                | Bundesliga            | -           | -           | 1                     | 1                     | -                              | -                              | -                              | 1     | 1     |
| 2020-2021             | Schalke 04                | Bundesliga            | 12          | 0           | 2                     | 0                     | -                              | -                              | -                              | 14    | 0     |
| Sous-total            | Sous-total                | Sous-total            | 24          | 3           | 3                     | 1                     | -                              | 4                              | 0                              | 31    | 4     |
| 2019-2020             | Fortuna Düsseldorf (prêt) | Bundesliga            | 11          | 1           | 1                     | 0                     | -                              | -                              | -                              | 12    | 1     |
| Sous-total            | Sous-total                | Sous-total            | 12          | 1           | 1                     | 0                     | -                              | -                              | -                              | 13    | 1     |
| 2021-2022             | Holstein Kiel             | 2.Bundesliga          | 23          | 4           | 2                     | 0                     | -                              | -                              | -                              | 25    | 4     |
| 2022-2023             | Holstein Kiel             | 2.Bundesliga          | 34          | 15          | -                     | -                     | -                              | -                              | -                              | 34    | 15    |
| 2023-2024             | Holstein Kiel             | 2.Bundesliga          | 15          | 5           | 2                     | 0                     | -                              | -                              | -                              | 17    | 5     |
| Sous-total            | Sous-total                | Sous-total            | 72          | 24          | 4                     | 0                     | -                              | -                              | -                              | 76    | 24    |
| Total sur la carrière | Total sur la carrière     | Total sur la carrière | 243         | 57          | 15                    | 2                     | -                              | 4                              | 0                              | 262   | 59    |